# 도플러 레이더

도플러 효과

도플러 레이더(영어: Doppler radar)는 도플러 효과를 이용하여 특정한 거리의 물체의 빠르기 데이터를 만들어내는 특수 레이더이다. 마이크로파 신호를 표적에 맞추어 그로부터의 반사를 측정한 뒤, 돌아온 신호의 주기가 물체의 움직임에 따라 어떻게 변화되었는지를 분석한다. 도플러 레이더는 항공, 탐측 위성, 기상학, 스피드 건, 영상의학, 바이스태틱 레이더에 이용된다.

## 같이 보기
- 스피드 건
- 도플러 효과
- SAMV

## 참조
1. ↑  CopRadar.com -- subsidiary of Sawicki Enterprises (1999-2000). “Police Traffic Radars”. CopRadar.com -- subsidiary of Sawicki Enterprises. 2000년 10월 11일에 원본 문서에서 보존된 문서. 2009년 7월 17일에 확인함.